# Gerumsberget

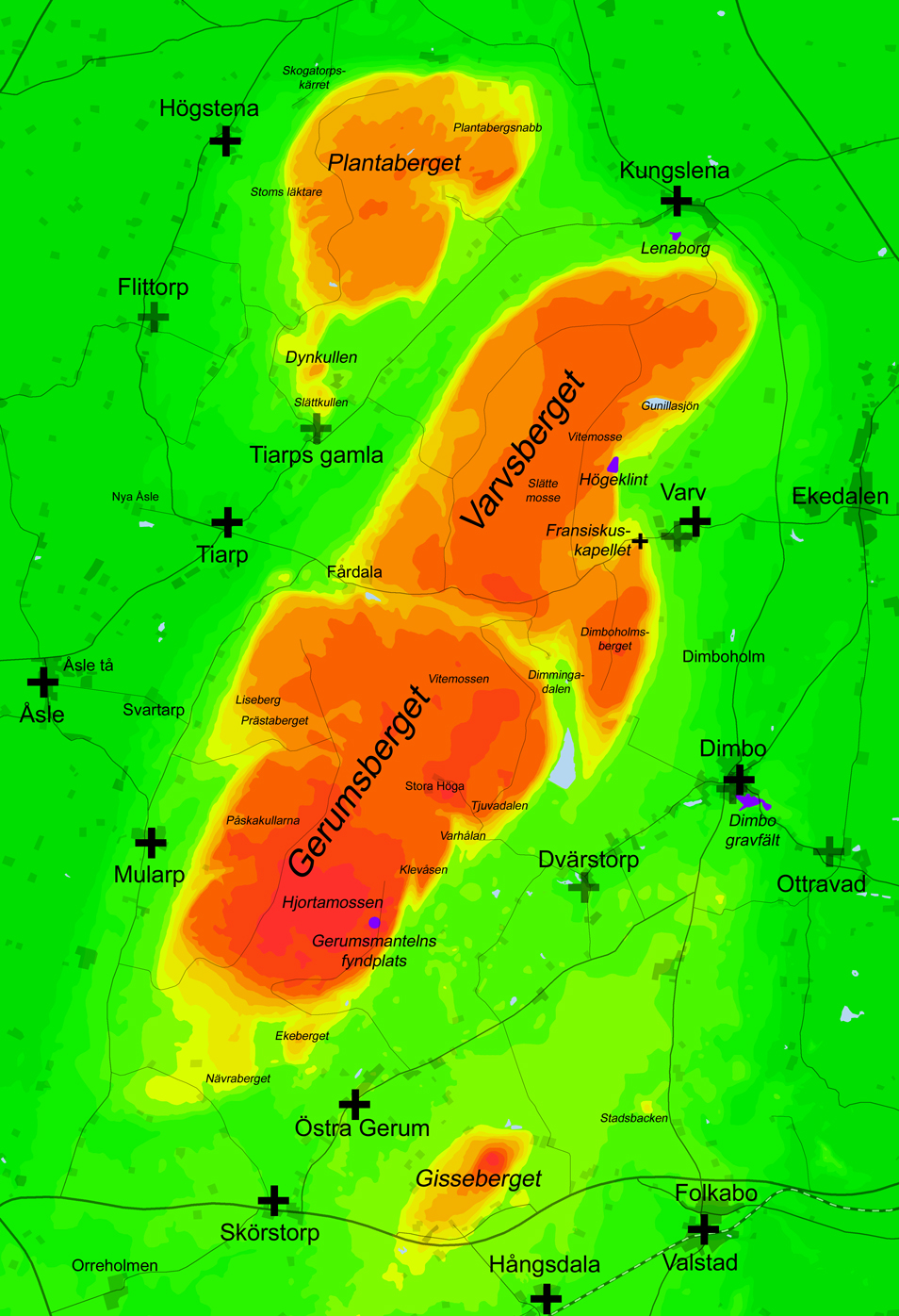
Karta över platåbergen på Östra Falbygden: Plantaberget, Varvsberget, Gerumsberget och Gisseberget.

Gerumsberget är ett platåberg beläget på Falbygden på gränsen mellan Tidaholms och Falköpings kommuner i Västergötland, Sverige. Gerumsberget hänger samman med Varvsberget i norr. Berget har en höjd av 326 meter över havet och har en yta av cirka 16 kvadratkilometer.

## Bergets namn
Berget nämns redan år 1325 och namnet skrivs då Geremæbiærgh. Namnet kommer av byn Gerum i Östra Gerums socken på östra sidan om berget. Liksom Varvsberget har berget ibland kallats Fårdalsberget efter gården Fårdala i Åsle socken.

## Gerumsmanteln i Hjortamossen
Uppe på Gerumsberget finns en mosse vid namn Hjortamossen. 1920 hittade man där Gerumsmanteln, en stor yllemantel daterad till förromersk järnålder. Tydligen var Hjortamossen en sjö under forntiden då man 1915 hittade en förhistorisk åra i mossen. Även rester av ett nät av senor har hittats i mossen.